# Арсанка (Валча)
Арсанка (рум. Arsanca) насеље је у Румунији у округу Валча у општини Михаешти. Oпштина се налази на надморској висини од 222 m.

## Становништво
Према подацима из 2002. године у насељу је живело 258 становника, од којих су сви румунске националности.